# Memoriał im. J. Grundmanna i J. Wizowskiego
El Memoriał im. J. Grundmanna i J. Wizowskiego (Homenaje a J. Grundmann y J. Wizowski) es una carrera ciclista por etapas disputada en Polonia. 
Fue creada en 1984 y desde 2014 forma parte del UCI Europe Tour, en categoría 1.2. (última categoría del profesionalismo).

## Palmarés
En amarillo: edición amateur.
| Año  | Ganador               | Segundo             | Tercero               |
| ---- | --------------------- | ------------------- | --------------------- |
| 1984 | Ryszard Szurkowski    |                     |                       |
| 1991 | Zbigniew Spruch       |                     |                       |
| 1992 | Dariusz Baranowski    |                     |                       |
| 1993 | Andrzej Sypytkowski   |                     |                       |
| 1994 | Krzysztof Biskup      |                     |                       |
| 1995 | Paweł Czopek          |                     |                       |
| 1996 | Dariusz Baranowski    |                     |                       |
| 1997 | Mariusz Bielewski     |                     |                       |
| 1998 | Rafał Kaźmierczak     |                     |                       |
| 1999 | Piotr Zaradny         |                     |                       |
| 2000 | Daniel Okruciński     |                     |                       |
| 2001 | Grzegorz Wajs         |                     |                       |
| 2002 | Alexei Nakazny        |                     |                       |
| 2003 | Paweł Bentkowski      |                     |                       |
| 2004 | Krzysztof Rzepecki    |                     |                       |
| 2005 | Mateusz Rybczynski    |                     |                       |
| 2006 | Daniel Czajkowski     |                     |                       |
| 2007 | Daniel Czajkowski     |                     |                       |
| 2008 | Marcin Sapa           |                     |                       |
| 2009 | Kamil Zieliński       |                     |                       |
| 2010 | Piotr Gawroński       |                     |                       |
| 2011 | Paweł Piotrowicz      |                     |                       |
| 2012 | Mariusz Witecki       | Mieszko Bulik       | Lukasz Owsian         |
| 2013 | Vojtěch Hačecký       | Mieszko Bulik       | Kamil Zieliński       |
| 2014 | Błażej Janiaczyk      | Bartłomiej Matysiak | Łukasz Bodnar         |
| 2015 | Adam Stachowiak       | Łukasz Owsian       | Artur Detko           |
| 2016 | Vojtěch Hačecký       | Tomasz Kiendyś      | Pawel Charucki        |
| 2017 | Alan Banaszek         | Konrad Geßner       | Sylwester Janiszewski |
| 2018 | Łukasz Owsian         | Mateusz Komar       | Marek Rutkiewicz      |
| 2019 | Sylwester Janiszewski | Kamil Małecki       | Tobiasz Pawlak        |

## Palmarés por países
| País            | Victorias |
| --------------- | --------- |
| Polonia         | 27        |
| República Checa | 2         |
| Ucrania         | 1         |